# Roland Moreno
Roland Moreno (Il Cairo, 11 giugno 1945 – Parigi, 29 aprile 2012) è stato un inventore e imprenditore francese.

## Biografia
In giovane età Moreno ha fatto il garzone come addetto alle consegne per il settimanale francese L'Express. In seguito diventa impiegato ministeriale e conduce allo stesso tempo esperimenti nel campo dell'elettronica.

## L'invenzione della smart-card

Un chip di identificazione a radio frequenza EPC utilizzato per Walmart

Nel 1974 depositò il brevetto per una scheda trasportabile capace di memorizzare e gestire dati. Declinò l'invenzione in 45 diverse tipologie. L'ultimo brevetto dell'opera è scaduto nel 1999 e l'Innovatron, società fondata ai fini di gestire l'aspetto economico delle sue idee, si ritrovò da quel momento in difficoltà economiche.

## Curiosità
- Si ritiene che con tale invenzione Moreno abbia guadagnato almeno 100 milioni di euro.
- L'inventore francese non ha mai davvero sfondato negli Stati Uniti, con riferimento soprattutto al mondo bancario e del credito[2].
- Era un autodidatta[3].